# Visconde das Nogueiras
Visconde das Nogueiras foi um título nobiliárquico criado por decreto de 16 de Janeiro de 1867, do rei D. Luís I de Portugal, a favor do político madeirense Jacinto de Sant'Ana e Vasconcelos Moniz de Bettencourt, casado com a poetisa madeirense Matilde Isabel de Santana e Vasconcelos Moniz de Betencourt, conhecida por Viscondessa das Nogueiras. O título aparece frequentemente referido por visconde das Nogueiras
Usaram o título as seguintes pessoas:
1. Jacinto de Sant'Ana e Vasconcelos Moniz de Bettencourt, 1.º visconde de Nogueiras;[1]
2. Jacinto Augusto de Sant'Ana e Vasconcelos Moniz de Bettencourt, 2.º visconde de Nogueiras.[1][2]